# Weiße Margeriten
Weiße Margeriten, auch bekannt als Elena und die Männer (Originaltitel: Elena et les Hommes), ist ein französisch-italienisches Filmdrama von Jean Renoir aus dem Jahr 1956. In den Hauptrollen sind Ingrid Bergman, Jean Marais und Mel Ferrer zu sehen.

## Handlung
Elena Sokorowska, die elegante Witwe eines polnischen Grafen, lebt Ende des 19. Jahrhunderts in Paris, wo sie zahlreiche Verehrer hat. Um ihren luxuriösen Lebensstil weiterhin finanzieren zu können, will sie den weit älteren Industriellen Martin-Michaud heiraten. Am 14. Juli, dem französischen Nationalfeiertag, lernt sie bei einer Parade den Grafen Henri de Chevincourt kennen. Kurz darauf stellt er ihr den beliebten General Rollan vor, der soeben zum Kriegsminister ernannt wurde. Da Elena davon überzeugt ist, dass weiße Margeriten Glück bringen, will sie Rollan eine schenken. Dieser nimmt die Blume an sich und hofft, Elena schon bald wiederzusehen. Er lässt sich daraufhin von einer Dame namens Paulette Escoffier begleiten, die ihm kurzerhand die Margerite aus der Hand nimmt und sie wegwirft. Elena und Henri verbringen den Rest des Abends in den überlaufenen Straßen von Paris und feiern zusammen mit dem Volk. In einer Weinschänke kommen sie sich näher. Als Henri sie am nächsten Tag besuchen will, erfährt er, dass Elena nicht länger in Paris weilt, da sie in Martin-Michauds Schloss umgezogen ist.
Als ein Ballon mit französischen Spionen auf deutschem Territorium abstürzt, soll sich die französische Armee für einen Kampf gegen die Deutschen bereit machen. Um einen Sieg zu garantieren, soll der führungsstarke Rollan Präsident werden. Da Rollan von Elena bei ihrem Treffen sehr angetan war, soll Elena ihn überreden, das höchste Amt im Staat anzustreben. Als Henri erfährt, dass Elena noch nicht mit Martin-Michaud verheiratet ist, sieht er eine Chance, Elenas Herz doch noch für sich zu gewinnen. Er sucht sie im Schloss ihres Verlobten auf und schafft es, sie dazu zu bringen, gemeinsam Rollan an der Front zu besuchen. Rollan ist entzückt, Elena zu sehen, die ihm erneut eine Margerite überreicht.
Bei einer Gesellschaft im Schloss will Elena Rollan unter vier Augen sprechen. Während sie ihn zu überreden versucht, Präsident werden zu wollen, beginnt er sie zu küssen. Henri wird schließlich eifersüchtig und unterbricht ihre Zweisamkeit. Beide Männer fangen an sich zu duellieren, bis plötzlich Paulette erscheint und Rollan bittet, unverzüglich nach Paris zu reisen, um an einer wichtigen Parlamentssitzung teilzunehmen. Dort fordert er, den Deutschen ein Ultimatum zu stellen. Sie sollen unverzüglich die französischen Spione freilassen; andernfalls wolle man einmarschieren. Ein Mann im Publikum protestiert lautstark, riskiere ein solches Ultimatum doch die Sicherheit Frankreichs. Schon bald wird in den Zeitungen jedoch verkündet, dass die Spione dank Rollan freigelassen wurden. Rollan wird umjubelt und trägt fortan stets eine Margerite an seiner Jacke. Als Henri und Elena zusammen in die Oper gehen, zeigt sich Elena enttäuscht darüber, dass Henri im Gegensatz zu Rollan keinerlei Visionen hat und sich lieber dem süßen Leben hingeben will.
Da der amtierende Präsident seine Position in Gefahr sieht, entzieht er Rollan das Amt des Kriegsministers und lässt ihn in ein unbedeutendes Regiment versetzen. Paulette, die stets gegen Rollans politische Ambitionen war, will die Gelegenheit nutzen, um Rollan zu heiraten und ihn endlich für sich zu haben. Erneut wirft sie seine Margerite weg. Als die Präsidentschaftswahlen kurz bevorstehen, wird Rollan für 30 Tage unter Arrest gestellt. Elena trifft daraufhin heimlich in seiner eigentlichen Unterkunft ein. Sie will, dass er mit seinem Regiment nach Paris marschiert. Über ihr Dienstmädchen Lolotte und den Soldaten Hector erhält Rollan eine von Elenas Margeriten, was ihn ermutigt, aus seinem Arrestzimmer auszubrechen und Elena zu treffen. Er gesteht ihr seine Liebe und möchte für sie, entgegen ihren Vorstellungen, lieber auf Macht und Rang verzichten. Henri will schließlich erneut ihre Zweisamkeit stören, wird jedoch von Rollans getreuen Männern gefesselt. Die Zigeunerin Miarka kann ihn jedoch befreien.
Unterdessen wurde Rollan zum neuen Präsidenten gewählt. Das Volk versammelt sich vor seinem Fenster und jubelt ihm zu. Verkleidet als Zigeuner soll er sich nun an der Polizei vorbeischleichen und nach Paris zurückkehren. Um die Massen abzulenken, tun der als Rollan verkleidete Henri und Elena so, als ob sie sich vor dem Fenster küssen. Als Rollan mit einem Pferdewagen in Richtung Paris fahren will, befindet sich auch Paulette darin und umarmt ihn glücklich. Miarka singt derweil ein Liebeslied, dem das Volk andächtig zuhört. Die Männer und Frauen fallen sich in die Arme und küssen sich. Auch auf Elena und Henri, der Rollans Uniform samt Margerite trägt, färbt die Stimmung ab und sie küssen sich nun wirklich.

## Hintergrund

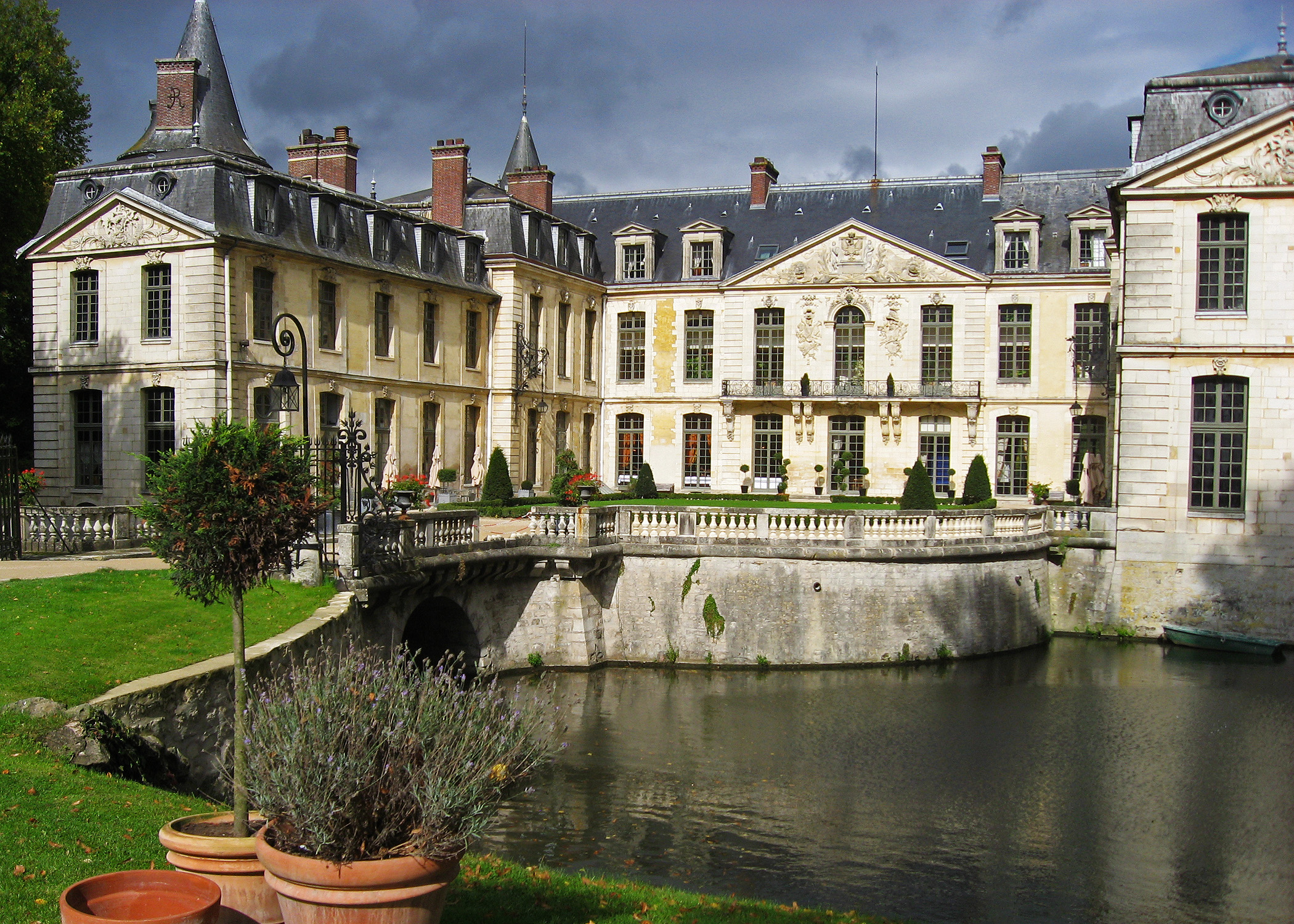
Das Schloss von Ermenonville, ein Drehort des Films

Den historischen Hintergrund der Geschichte bildet das Leben des Generals Georges Ernest Boulanger, der im Film für General Rollan Pate stand. 1886 hatte Georges Ernest Boulanger einen Staatsstreich geplant, wofür er in Abwesenheit verurteilt wurde. Er nahm sich in seinem belgischen Exil das Leben.
Die Dreharbeiten fanden von Dezember 1955 bis März 1956 in Frankreich statt. Die Innenaufnahmen entstanden in den Filmstudios von Billancourt bei Paris. Der Ort Montfort-l’Amaury, die Wälder nahe Saint-Cloud sowie das Schloss und der Park von Ermenonville dienten als Außenkulissen. Die Kostüme entwarf Rosine Delamare.
Weiße Margeriten wurde am 12. September 1956 in Paris uraufgeführt. Am 28. November 1958 kam der Film in die bundesdeutschen Kinos. Am 28. August 1971 wurde er erstmals im Fernsehen der DDR auf DFF 1 gezeigt.

## Kritiken
Das Lexikon des internationalen Films bezeichnete den Film als „brillant gestaltetes und gespieltes Gemälde aus der Zeit vor der Jahrhundertwende, das seine opulent ausgestattete Geschichte verwirrend detailfreudig erzählt“. Regisseur Jean Renoir habe den Film „[a]müsant und witzig inszeniert, wenn auch nicht ohne Sentimentalitäten“. Dem Evangelischen Filmbeobachter zufolge zeichne sich in Weiße Margeriten vor dem Hintergrund von Frankreichs Belle Époque „die Unzulänglichkeit allen menschlichen Seins ab“. Der „in seiner Form bestechende Film“ huldige jedoch „einer materialistischen Geisteshaltung, die ethischen Werten keinen Raum mehr läßt“. Der Film sei daher „nur für urteilssichere Betrachter ab 16“ geeignet.
Bosley Crowther von der New York Times kritisierte seinerzeit, dass der Film keinen Sinn ergebe. Alles sei „verwirrend“, angefangen bei der „vollkommenen Schleierhaftigkeit des Drehbuchs“ bis hin zur Starbesetzung. Dass Jean Renoir dabei als Regisseur in Erscheinung trat, sei „besonders kurios“. Es sei nicht nachvollziehbar, wie es zu so einem „Fiasko“ habe kommen können. Die Mehrheit der Darsteller spiele „fürchterlich“. Renoir habe sich offenbar nicht entscheiden können, ob es sich um „ein romantisches Drama oder eine Slapstick-Farce“ handelt.
Roger Ebert von der Chicago Sun-Times befand anlässlich einer Wiederveröffentlichung des Films im Jahr 1987, dass es in Weiße Margeriten in erster Linie um „Bergmans ungewöhnliche Erotik“ gehe, und wie ihr Gesicht im Film „ein inneres Licht“ ausstrahle. Es gebe im Film zwar „ernste Untertöne“, doch, wie auch François Truffaut in einer Rezension festgestellt habe, drehe sich der Film „um Sex, nicht um Politik“. Mit der Schlussszene sei Renoir ein „Meisterstück“ gelungen. Für den Filmkritiker Leonard Maltin war Weiße Margeriten ein durchschnittlicher Film, der durch „Claude Renoirs exquisite Kameraarbeit“ aufgewertet werde. Der Film sei zum Teil „überschätzt“ worden und weit von Renoirs oder auch Bergmans besten Arbeiten entfernt.

## Deutsche Fassung
| Rolle                     | Darsteller        | Synchronsprecher    |
| ------------------------- | ----------------- | ------------------- |
| Elena Sokorowska          | Ingrid Bergman    | Tilly Lauenstein    |
| General François Rollan   | Jean Marais       | Siegmar Schneider   |
| Graf Henri de Chevincourt | Mel Ferrer        | Arnold Marquis      |
| Hector                    | Jean Richard      | Horst Niendorf      |
| Martin-Michaud            | Pierre Bertin     | Wolfgang Eichberger |
| Rosa la Rose              | Dora Doll         | Gisela Trowe        |
| Gaudin                    | Frédéric Duvallès | Konrad Wagner       |
| Duchêne                   | Jacques Morel     | Wolf Martini        |
| Buchez                    | Albert Rémy       | Franz-Otto Krüger   |
| Lionel Villaret           | Jean Claudio      | Herbert Stass       |
| Lisbonne                  | Jacques Hilling   | Clemens Hasse       |
| Eugène Martin-Michaud     | Jacques Jouanneau | Wolfgang Gruner     |
| Anführer der Zigeuner     | Gaston Modot      | Robert Klupp        |
| Spaziergängerin           | Claire Gérard     | Lilli Schoenborn    |